# Turó de Can Mel
El Turó de Can Mel és una muntanya de 199 metres que es troba al municipi de Massanes, a la comarca de la Selva.
Al cim podem trobar-hi un vèrtex geodèsic (referència 301107001).